# 1930 en Lorraine
Chronologie de la Lorraine
- 1926
- 1927
- 1928
- 1929
- 1930
- 1931
- 1932
- 1933
- 1934

Cette page est une liste d'événements qui se sont produits durant l'année 1930 en Lorraine.

## Éléments de contexte
- Les années 1928 à 1930 sont celles de l'apogée pour les mines de Lorraine, la mécanisation favorisant l'augmentation de la productivité[1].
- Les années 1929 et 1930 sont celles du début des retombées de la crise de 1929 , de nombreuses entreprises disparaissent[1].
- De 1929 à 1934 est édifiée la ligne Maginot destinée à protéger la frontière de la France d'une attaque allemande[2].

## Événements

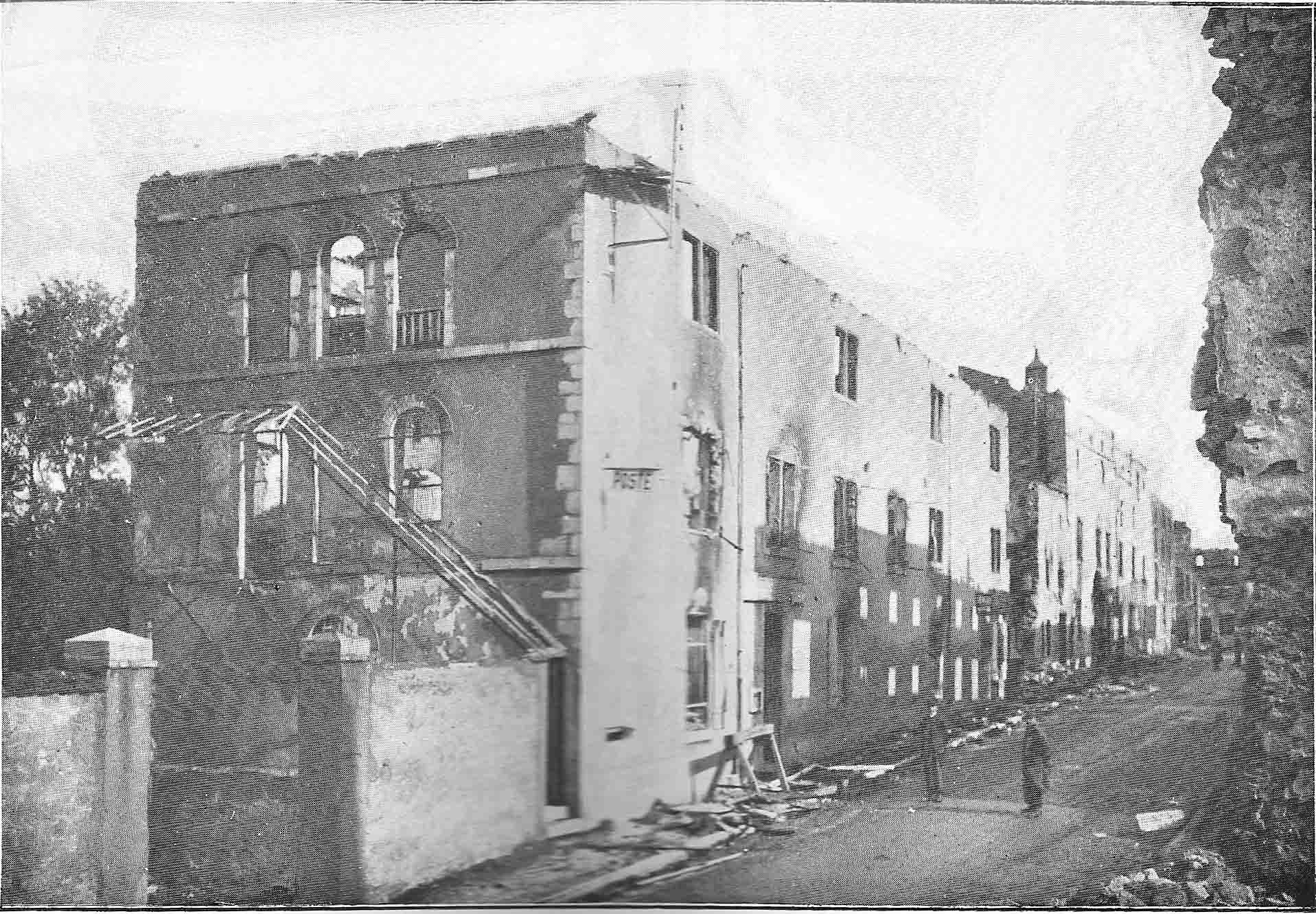
Gerbéviller : la Poste et la rue de la Poste, actuellement rue Carnot, après les destructions de la Première Guerre mondiale.

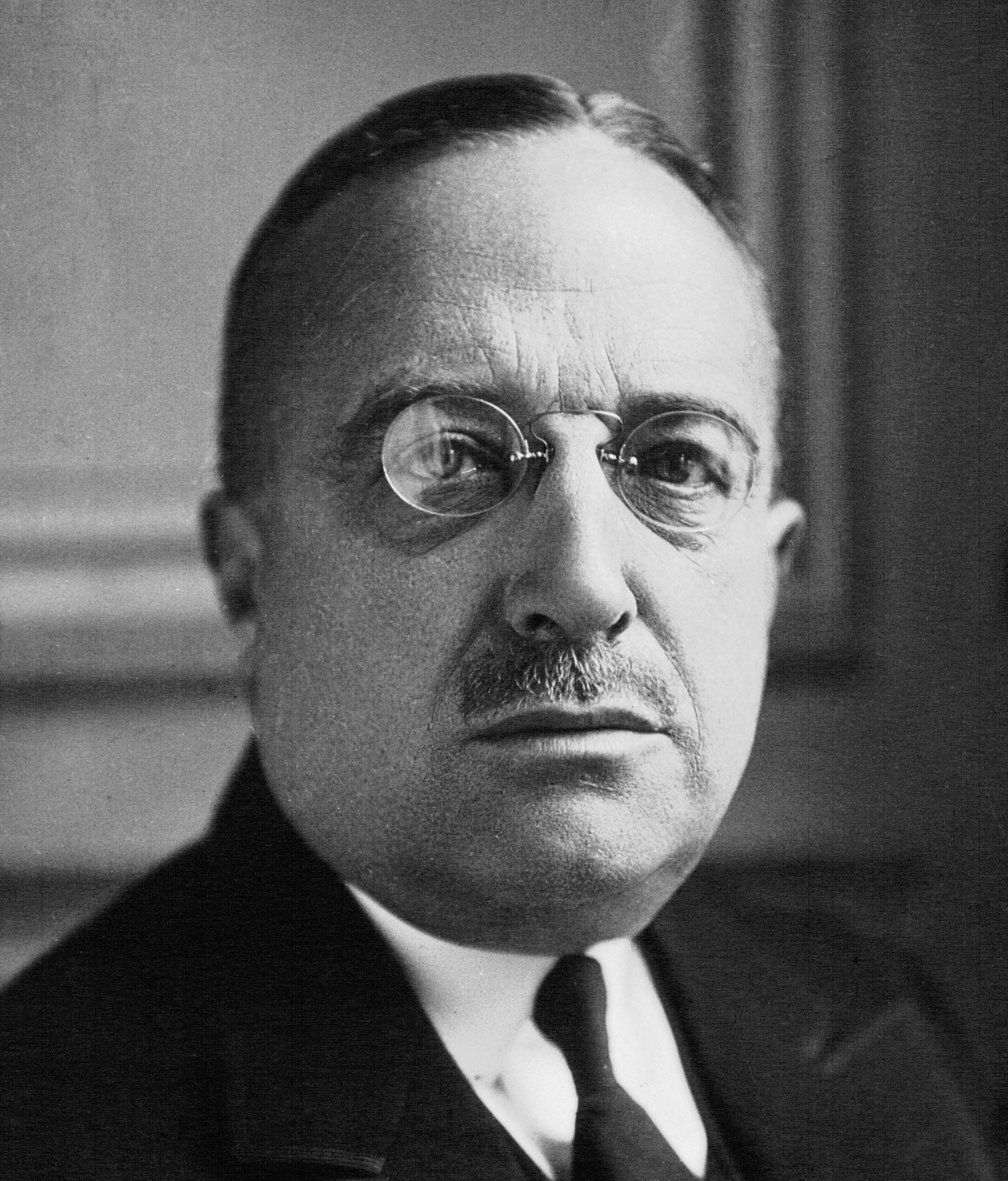
André Tardieu.

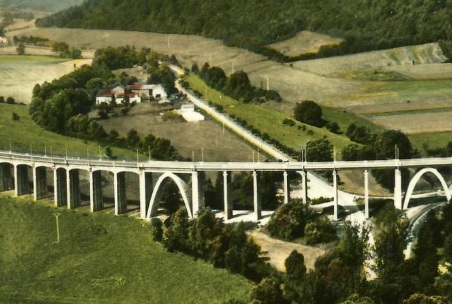
Viaduc de waville reconstruit dans les années 1960 après le dynamitage de 1944.

- André Maginot, ministre français de la Guerre, fait voter les crédits alloués à la fortification des frontières (loi du 14 janvier 1930).
- Fermeture de la Mine Sainte-Barbe à Pont-Saint-Vincent[3].
- Mise en service du Viaduc de Waville. Pont en arc en béton armé[4].
- Fondation de l'Association sportive de Talange[5], issue de la fusion entre l' US Talange et l' ASI Talange.
- Création des 24 heures de Vandoeuvre, compétition cycliste d'importance internationale[6].

- 23 juillet : Gerbéviller reçoit la Légion d'honneur[7]: « Vieille cité lorraine dont la résistance héroïque au mois d'août 1914 constitue l'un des plus beaux épisodes de la Grande Guerre. Malgré l'incendie et les bombardements qui la dévastèrent entièrement, a donné, par la vaillance de ses défenseurs et par le patriotisme de sa population, le plus magnifique exemple de dévouement et d'abnégation. »
- 24 juillet : la 18e étape du tour de France arrive à Metz. Le départ avait été donné à Belfort[8].
- 25 juillet : le tour de France part de Metz en direction de Charleville[8].
- 27 juillet : visite à Nancy de Mr André Tardieu, Président du conseil[6].
- 21 août : 
  - Audun-le-Roman reçoit la Légion d'honneur à l'occasion de l'inauguration de son monument aux morts par Albert Lebrun[9] : « Détruite les 21 et 22 août 1914 par le feu et le bombardement, a vu une partie de ses habitants tomber sous les balles de l'ennemi. Par ses souffrances et ses pertes, a bien mérité de la patrie. »
  - Longuyon reçoit la Légion d'honneur[7]:« Ville héroïque qui fut en partie pillée et incendiée par l'ennemi au début de la guerre et dont un grand nombre d'habitants furent fusillés, s'est acquis, par son douloureux martyr, des droits à la pieuse reconnaissance du pays. »
  - Pont-à-Mousson reçoit la Légion d'honneur[7]: « Sur la ligne de feu pendant quatre années, a subi stoïquement des bombardements incessants. Sa population, cruellement éprouvée, n'a cessé, malgré les ruines amoncelées et la constante menace de l'ennemi, de donner le plus bel exemple. »
- 25 novembre : dernière exécution publique en Moselle, à Metz[10].

## Inscriptions ou classements aux titre des monuments historiques

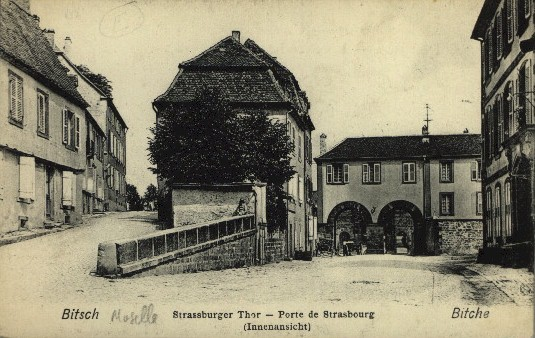
Porte de Strasbourg à Bitche

- En Meurthe-et-Moselle : Château de Morey[11]; Hôtel de ville de Toul[12]
- En Meuse : Fontaine de Bar-le-Duc[13]; Tour de l'Islot à Verdun[14]
- En Moselle : Église Notre-Dame d'Aube[15]; Porte de Strasbourg à Bitche[16];  Château de Waldeck[17];  Église Saint-Rémy de Fénétrange[18];  Château de Hellering[19];  Collégiale Saint-Étienne de Hombourg-Haut[20];  Château de Lutzelbourg[21];  Château de Malbrouck[22];  Briquetage de la Seille[23];  Pierre des douze Apôtres de Meisenthal[24];  Château du Falkenstein[25];  Abbatiale Saint-Nabor de Saint-Avold[26];  Château de Vic-sur-Seille[27];  Monnaie épiscopale de Vic-sur-Seille[28]; Basilique Saint-Vincent de Metz[29]; Cathédrale Saint-Étienne de Metz[30]

## Naissances

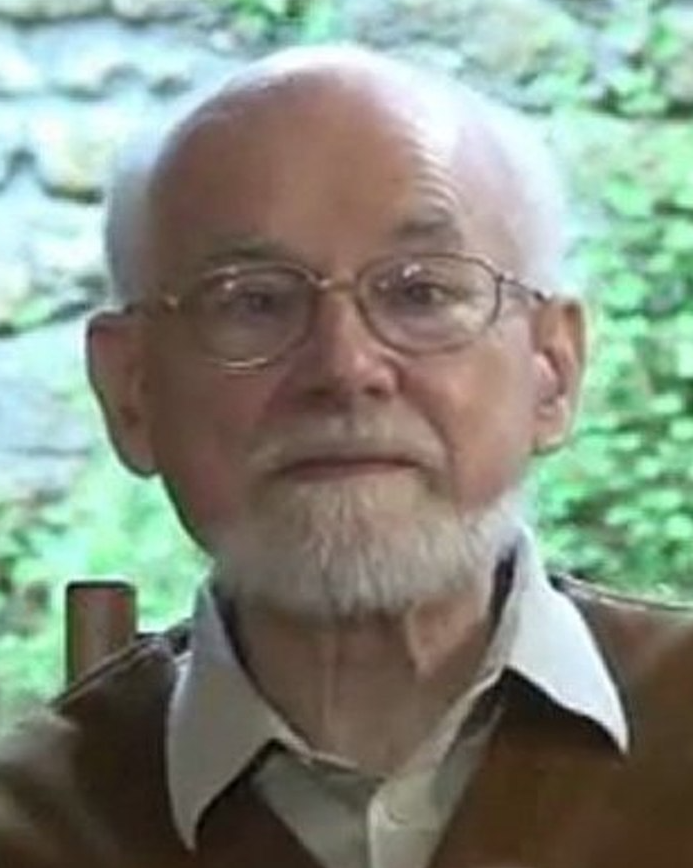
Jean Borella.

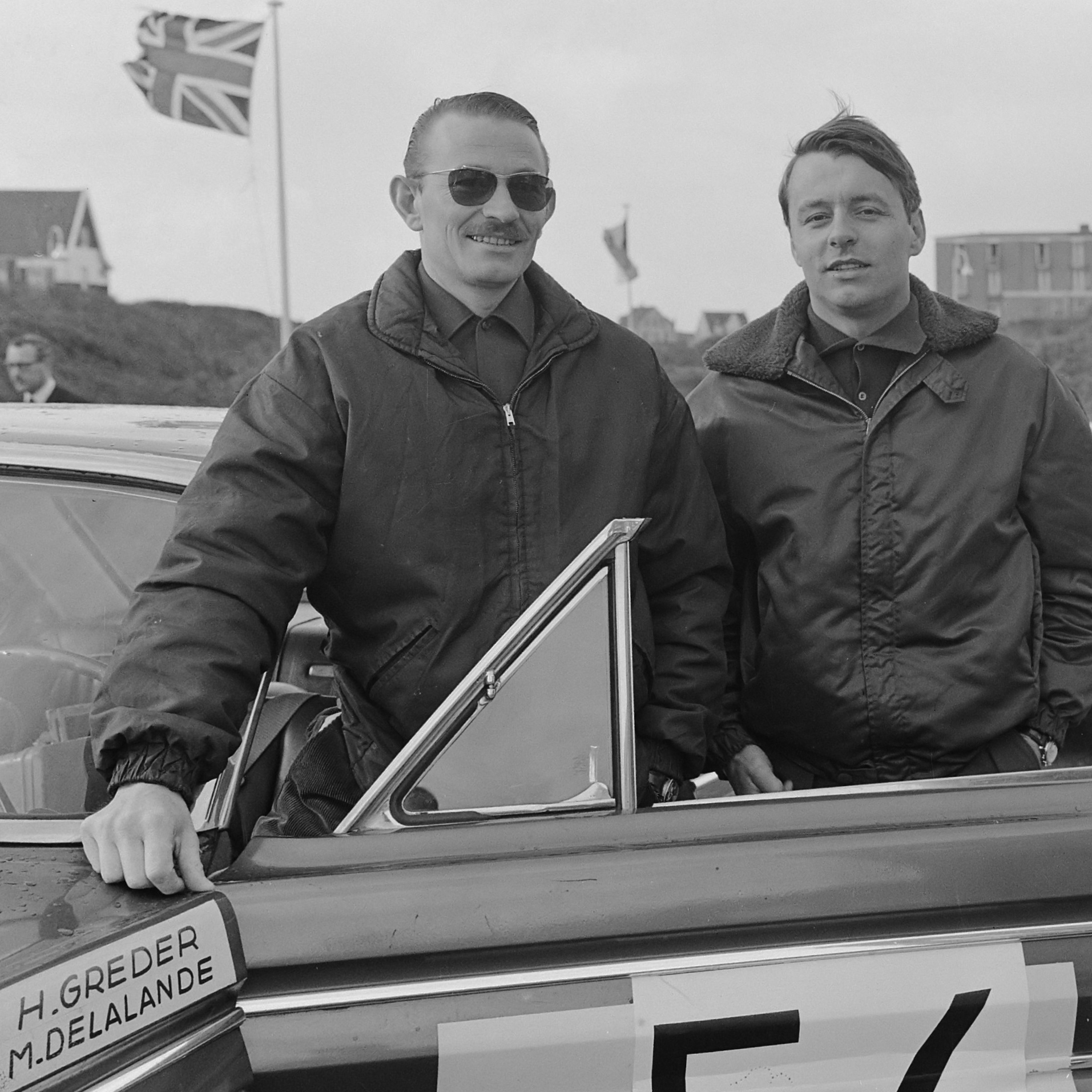
Henri Greder (à gauche) et Martial Delalande

- Jean-Pierre Cuny, réalisateur, écrivain français et ancien collaborateur de Pierre Bellemare, né en 1930 à Lunéville et mort en 2000.
- 8 janvier à Thionville : André Pomarat[31], acteur et metteur en scène de théâtre français, mort le 30 avril 2020 à Strasbourg (Bas-Rhin)[32].
- 22 janvier à Blénod-lès-Pont-à-Mousson : Léon Pasik, footballeur français,  mort le 12 février 1999 à Pompey (Meurthe-et-Moselle)[33].
- 26 février à Hoff (Moselle) : Aloyse Warhouver, est un homme politique français.
- 6 mars à Villerupt : William Lang Dessaint, mort le 4 août 2013, anthropologue, ethnologue et linguiste français[34] et américain, spécialisé dans l'étude du peuple Lissou[35].
- 21 mai, Nancy : Jean Borella est un philosophe français.
- 24 mai à Nancy : Claude Huriet, professeur agrégé de médecine et ancien sénateur français (UDF). Il a été président de l'Institut Curie du 6 décembre 2001 au 7 décembre 2013. Il s'est particulièrement spécialisé dans les questions de bioéthique (loi sur la thérapie cellulaire et génique, lois de bioéthique, Loi Huriet-Sérusclat de 1988 relative à la protection des personnes dans la recherche biomédicale, loi de juillet 1994 relative au don et à l'utilisation des éléments et produits du corps humain, etc.
- 4 juin à Freyming-Merlebach : François Konrady, mort le 2 mars 2019 à Forbach[36], footballeur professionnel français.
- 18 juin à Nancy : Claude Goutin, artiste français, sculpteur et dessinateur.
- 9 juillet à Nancy : Jacques Bézard, mort le 10 avril 2004 à Sallanches[37], acteur français.
- 7 août  dans les Vosges : Irène Grosjean, naturopathe française.
- 19 août à Joeuf : Pierre Fritsch, mort le 30 août 2005 au Touquet-Paris-Plage (Pas-de-Calais), écrivain français.
- 3 octobre à Avricourt (Moselle) : Robert Caël, mort le 27 juillet 2011 à Cerville (Meurthe-et-Moselle), peintre français.
- 30 novembre à Nancy : Henri Greder, dit Titi, mort le 14 août 2012 à Tournai, pilote de rallye français[38].
- 9 décembre à Verdun : Pierre Blairet, mort à Verdun le 8 janvier 2019, a consacré une grande partie de sa vie au militantisme syndical et politique ainsi qu'à la gymnastique et au spectacle de cirque.
- 25 décembre à Walscheid (Moselle : Léon Spahn[39], dit Gabriel Spahn, mort le 11 février 2017 à Niderviller (Moselle), est un militant des milieux associatifs et sportifs internationaux[40]. Dès l'adolescence il adhère aux associations locales où il effectue une longue carrière de sportif qui le conduit tout naturellement à celle de dirigeant.

## Décès
- 28 mars à Nancy : Antonin Daum, né à Bitche le 30 octobre 1864[41], fils de Jean Daum, Antonin Daum, maître-verrier, ingénieur et entrepreneur français, qui assura la direction artistique, puis, à la suite de son frère Auguste, la direction administrative de la cristallerie Daum.
- 24 novembre, Nancy : Prosper-René Blondlot; né à Nancy  le 3 juillet 1849, est un physicien français.
- 15 décembre à Nancy : Charles Sadoul, né à Raon-l'Étape le 24 mai 1872, écrivain et un ethnologue lorrain. Il est le fondateur de plusieurs périodiques régionaux, Le Pays lorrain en 1904[42] et La Revue lorraine illustrée en 1906[43]. Il fut également conseiller général du canton de Raon-l'Étape de 1919 à son décès et conservateur du Musée lorrain à partir du 2 décembre 1910[43].